# 海恩斯山
84°49′S 174°35′E / 84.817°S 174.583°E
海恩斯山（英語：Haynes Table）是南極洲的山峰，位於杜費克海岸的奧迪肖山以南，處於凱爾蒂冰川和布蘭道冰川之間，屬於休斯山脈的一部分，全長15公里，海拔高度3,390米，以美國國家氣象局的氣象學家命名。